# Univerzita v Leicesteru
Univerzita v Leicesteru (výslovnost  [ˈlɛstə]IPA) je veřejná univerzita se sídlem v Leicesteru v anglickém regionu East Midlands. Hlavní univerzitní kampus je situován jižně od centra města, při zdejším Viktoriině parku. Škola vznikla v roce 1921 jako Univerzitní kolej Leicester. Status univerzity získala v roce 1957.
Ve studijním roce 2018/2019 dosáhla v žebříčku The Sunday Times celkově 34., v žebříčku listu The Guardian 63. a v žebříčku Complete University Guide 29. místo mezi všemi univerzitami ve Spojeném království. V celosvětovém měřítku se v roce 2018 zařadila v žebříčku časopisu Times Higher Education World University Rankings mezi 200 nejlepších univerzit světa. Pokud jde o Spojené království, umístila se v tomto žebříčku na 25. místě. Ve studijním roce 2016/2017 měla univerzita příjem 302,8 milionu liber, z čehož 52,2 milionu liber pocházelo z výzkumných grantů.
Univerzita se stala známou díky objevu genetické daktyloskopie a spoluúčasti na objevení a identifikaci ostatků krále Richarda III.

## Organizace
Univerzita se dělí na koleje rozdělené dále na řadu kateder. Z původních čtyř kolejí vznikly v srpnu 2015 sloučením Koleje sociálních věd a Koleje umění, humanitních věd a práva současné tři koleje. Jsou to:

### Kolej biologických věd
Kolej sestává z následujících kateder:
- Leicesterská lékařská katedra
- Katedra biologických věd
- Katedra psychologie
- Katedra příbuzných zdravotnických oborů

Výzkumné ústavy a oddělení:
- Kardiovaskulární vědy
- Genetika a genomika (včetně Leicesterského centra pro výzkum rakoviny)
- Zdravotní vědy (včetně Leicesterského centra pro diabetes)
- Infekční onemocnění, imunita a záněty
- Molekulární a buněčná biologie
- Neurověda, psychologie a chování (včetně Centra pro systémovou psychofyziologii)
- Leicesterský institut přesného lékařství (včetně Leicesterského farmaceutického výzkumu a diagnostiky)
- Leicesterský institut strukturální a chemické biologie

### Kolej vědy a inženýrství
Kolej zahrnuje následující katedry:
- Katedra chemie
- Katedra informatiky
- Katedra geografie, geologie a životního prostředí
- Katedra inženýrství
- Katedra matematiky
- Katedra fyziky a astronomie

Jsou zde též mezioborová výzkumná centra pro výzkum vesmíru, klimatických změn a globálního oteplování, matematického/počítačového modelování a pokročilé mikroskopie.

### Kolej sociálních věd, umění a humanitních věd
Kolej má 10 fakult:
- Katedra amerických studií
- Katedra archeologie a dějin starověku
- Katedra umění
- Katedra obchodu a podnikání
- Katedra kriminologie
- Katedra vzdělávání
- Katedra historie, politiky a mezinárodních vztahů
- Leicesterská právnická katedra
- Katedra mediální, sociální komunikace a sociologie
- Katedra muzeologie